# Krystyna Tempska-Cyrankiewicz

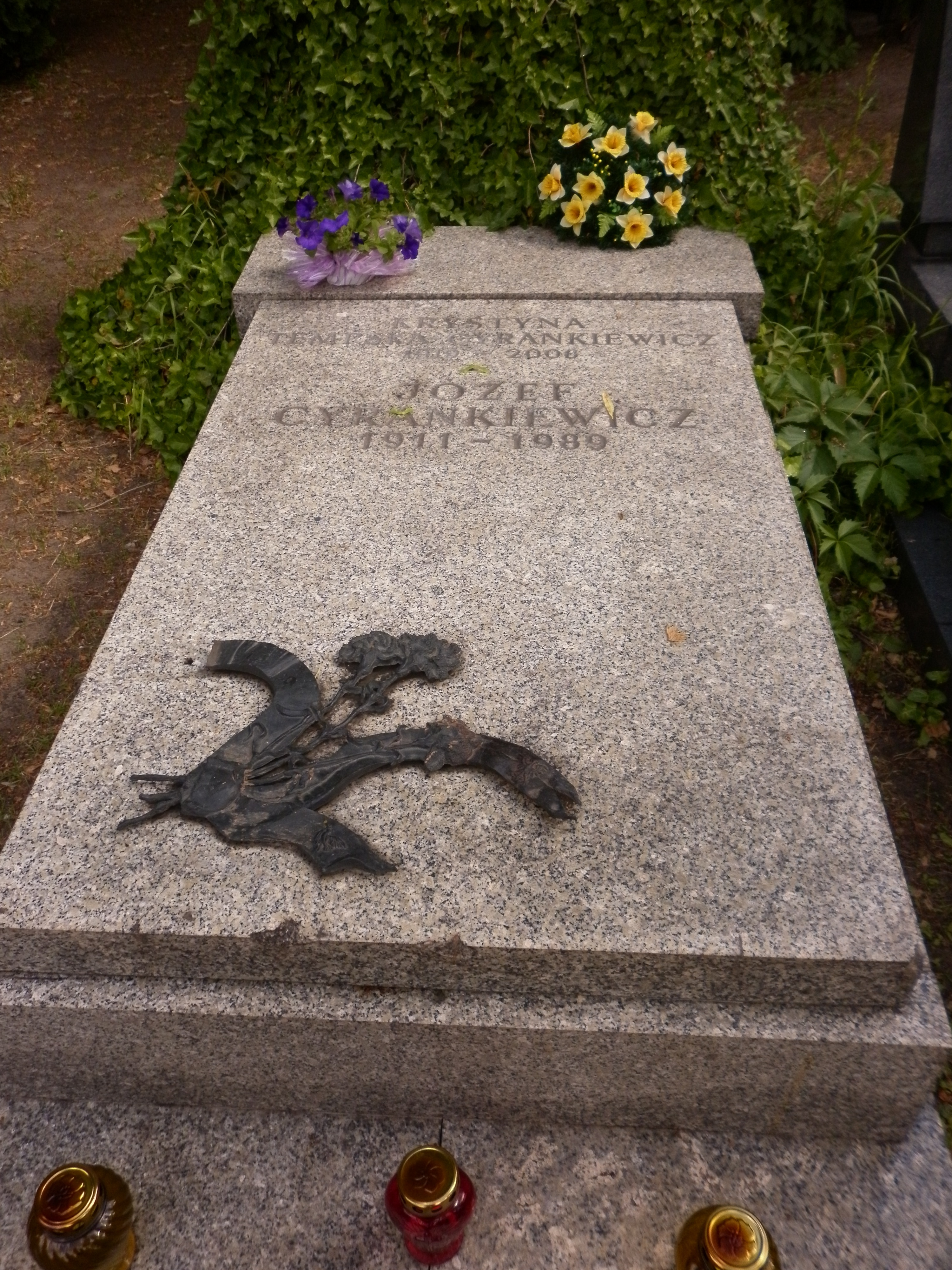
Grób Józefa Cyrankiewicza i Krystyny Tempskiej-Cyrankiewicz na cmentarzu Wojskowym na Powązkach

Krystyna Tempska-Cyrankiewicz z domu Dębska (ur. 17 marca 1919, zm. 29 listopada 2008 w Warszawie) – doktor nauk medycznych, reumatolog, organizatorka walki z chorobami reumatycznymi, trzecia żona Józefa Cyrankiewicza.

## Życiorys
Związana była z Instytutem Reumatologii w Warszawie od chwili jego powstania w 1951 r. Była wieloletnim kierownikiem Zakładu Organizacji Walki z Chorobami Reumatycznymi, a w latach 1980–1989 pełniła funkcję zastępcy dyrektora ds. organizacji i nadzoru specjalistycznego.
Była założycielką Ośrodka Rehabilitacji w Konstancinie we współpracy z Fundacją Sue Ryder. W latach 1977–1984 pełniła obowiązki przewodniczącej Europejskiego Komitetu Lig Socjalnych, wiceprezydenta EULAR, a od 1991 honorowej członkini Międzynarodowego Towarzystwa Naukowego EULAR.
Honorowa obywatelka Żyrardowa, a także honorowy członek załogi żyrardowskich Zakładów Lniarskich. W 1979 weszła w skład Komitetu Honorowego Obchodów 150-lecia miasta Żyrardowa.
Zmarła 29 listopada 2008 i 4 grudnia po mszy w kościele św. Jozafata Kuncewicza została pochowana w grobie męża J. Cyrankiewicza na cmentarzu Wojskowym Powązkach (kwatera A29-8-2).

## Życie prywatne
Była córką dyrektora Zakładów Lniarskich w Żyrardowie Edmunda Dębskiego oraz Leontyny z Bujalskich. Z pierwszego małżeństwa miała dwie córki i syna. W czerwcu 1968 została małżonką premiera Józefa Cyrankiewicza, z którym od dłuższego czasu pozostawała w związku. Świadkami na ich ślubie byli Lucjan Motyka i Zenon Kliszko. W latach 1970–1972 jej mąż sprawował funkcję przewodniczącego Rady Państwa, formalnej głowy państwa.